# Clemens Löhr
Clemens Löhr (* 10. April 1968 in Frankfurt am Main) ist ein deutscher Schauspieler und Filmregisseur.

## Leben
Clemens Löhr studierte vier Jahre lang an der Hochschule für Musik und Darstellende Kunst Frankfurt am Main. Danach spielte er in einigen Theatern, unter anderem in Mainz, Bonn, Darmstadt und Frankfurt am Main. Außerdem spielte er bereits in zahlreichen Fernsehserien mit. Vor allem bekannt wurde er durch seine Rolle in der Serie „Verbotene Liebe“. Derzeit ist er immer wieder in Filmrollen zu sehen. Von Juni 2009 bis Juni 2020 war er bei „Gute Zeiten, schlechte Zeiten“ in der Rolle des Alexander Cöster zu sehen, die zuvor von Nik Breidenbach verkörpert wurde.
Nach seinem Ausscheiden aus der Serie steht er bei der Produktion als Regisseur hinter der Kamera.
Löhr ist verheiratet und Vater zweier Söhne.

## Fernsehen (Auswahl)
- 1995: Tödliche Wahl
- 1999: Das fremde Kind
- 1999: Jesus 2000
- 1999: Florian – Liebe aus ganzem Herzen
- 1999: Die Wache
- 2000–2002: Verbotene Liebe
- 2003: Mein Platz im Leben
- 2003: Die Sitte
- 2004: Miss Texas
- 2004: St. Angela
- 2004: Wilde Engel
- 2004: Geschlechterkampf
- 2004: Frech wie Janine
- 2004: Papa ist der Boss
- 2005: Alphateam
- 2005: Die Pathologin
- 2005: Gute Zeiten, schlechte Zeiten
- 2006: Küstenwache
- 2006: Im Namen des Gesetzes
- 2006: Alles außer Sex
- 2006: SOKO Wismar
- 2008: Tatort – Borowski und das Mädchen im Moor
- 2009–2020: Gute Zeiten, schlechte Zeiten
- 2009: SOKO Stuttgart – Babymacher (Staffel 1 Folge 6)
- 2010: Die Rosenheim-Cops – Bei Einbruch: Mord
- 2013: Notruf Hafenkante – Riskante Entscheidung (Staffel 7 Folge 23)